# نهى الخطيب سعادة
نهى الخطيب سعادة (1944 - 2018) ممثلة وإعلامية لبنانية.

## حياتها
نهى رفعت الخطيب ولدت في 5 آذار/مارس 1944م، في بلدة شحيم الشوفية (جبل لبنان)، كانت تحلم بالتمثيل منذ نعومة أظافرها، وكانت تحب مشاهدة الأفلام السينمائية، تلقت علومها في مدرسة "الليسيه"، وكانت تشارك ببعض الأدوار علي خشبة مسرح المدرسة. نالت شهادة الفلسفة في العام 1961م، التحقت بعد ذلك بالجامعة اليسوعية لاستكمال دراستها في الأدب العربي. تزوجت من المخرج إيلي سعادة وأنجبت منه "ندي، ورنا"، وهي شقيقة الأديبة الدكتورة نجاة رفعت الخطيب.
تعرضت لحادث سير خطير في العام 1997م أقعدها في المنزل وأبعدها عن الأضواء. رحلت سعادة في 12 كانون الأول/ ديسمبر 2018م عن عمر يناهز 74 عاماً قبل أن يتم تكريمها في مهرجان الزمن الجميل في دورته الرابعة 2019م.
أطلق عليها عدة ألقاب منها: زهرة تلفزيزن لبنان - سيدة الشاشة الفضية - فاتن حمامة لبنان.

## مسيرتها الفنية
عملت سعادة في التلفزيون كمفدمة برامج وأخبار ثم انتقلت إلي مجال التمثيل وقدمت مجموعة من الأعمال المتميزة:

### في الاذاعة والتلفزيون
التحقت سعادة بالتلفزيون اللبناني بعد ثلاث سنوات من بدايته، وكانت عمرها في ذلك الوقت 18 عاماً، والتحقت بالقناة 11 من تلفزيون لبنان وذلك عام 1962م وهذه كانت بداية حياتها المهنية، عملت في البداية كمذيعة ربط فقرات واعلانات، ثم انتقلت إلي مجال الأخبار والبرامج الحوارية، واستضافت وقتها كبار الشخصيات من لبنان ومصر أمثال: محمد عبدالوهاب، وعبدالحليم حافظ، وفريد الأطرش. كانت مقدمة لبرنامج شهير وقتها يسمي "الفن هوايتي".
عملت أيضًا سعادة في الاذاعة وفي دوبلاج المسلسلات المكسيكية.

### في التمثيل[4]
- البخلاء - مسلسل 1983م[12]
- الطيبون - مسلسل 1982م[13]
- الهاجس - مسلسل 1982م[14]
- لمن تغني الطيور - مسلسل 1981م[15]
- غرباء - مسلسل 1980م[16]
- ديالا - مسلسل 1977م[17]
- القناع الأبيض - مسلسل 1974م[18]
- النهر - مسلسل 1974م[19]
- الجوال - مسلسل 1973م[20]
- الخديعة - مسلسل 1973م[21]
- حتي نلتقي - مسلسل 1973م[22]
- القيد - مسلسل[23]
- شهيرات في الحب - مسلسل[24]
- قصص حب - مسلسل[25]